# Засосная
Засо́сная (Засо́сна, Засо́сное) — деревня Тульского сельского поселения Тербунского района Липецкой области. Расположена в верховье реки Изубриевка.
Известна с 1932 года, когда в ней проживали 543 человека. Имела также другое название — Засо́сенские Вы́селки. Оно связано с тем, что первопоселенцами были люди, пришедшие с земель за рекой Быстрая Сосна.
В 1 км к западу от Засосной находится железнодорожная станция Свечинская на линии Елец — Касторная. На другом берегу Изубриевки — центр поселения село Тульское.

## Население
| 2009 | 2010 |
| ---- | ---- |
| 13   | ↘9   |